# Като Милос
Ка̀то Мѝлос (на гръцки: Κάτω Μύλος) е село в Кипър, окръг Лимасол. Според статистическата служба на Република Кипър през 2001 г. селото има 63 жители.
Намира се източно от Пелендри.